# Петропавловский сельсовет (Аскинский район)
Петропавловский сельсовет — муниципальное образование в Аскинском районе Республики Башкортостан.
Согласно «Закону о границах, статусе и административных центрах муниципальных образований в Республике Башкортостан» имеет статус сельского поселения.

## История
Образован согласно Указу Президиума Верховного Совета Башкирской АССР от 25.07.1989 N 6-2/267 «Об образовании Петропавловского сельсовета в Аскинском районе». Из текста постановления:
Президиум Верховного Совета Башкирской АССР постановляет:
1. Образовать в Аскинском районе Петропавловский сельсовет с административным центром в деревне Петропавловка.

2. Включить в состав Петропавловского сельсовета населенные пункты: деревни Петропавловка, Ерма-Елань, Шорохово, исключив их из Кигазинского сельсовета.

3. Установить границу Петропавловского сельсовета согласно представленной схематической карте.
В 2008 году оставшиеся три селения Кигазинского сельсовета переданы в Петропавловский сельсовет с ликвидацией последнего.
Закон Республики Башкортостан от 19.11.2008 N 49-з «Об изменениях в административно-территориальном устройстве Республики Башкортостан в связи с объединением отдельных сельсоветов и передачей населённых пунктов», ст.1 п.4 г) гласит:
 объединить Петропавловский и Кигазинский сельсоветы с сохранением
наименования «Петропавловский» с административным центром в деревне
Петропавловка.

Включить село Кигазы, деревни Давлятовка, Ольховый Ключ Кигазинского
сельсовета в состав Петропавловского сельсовета.

Утвердить границы Петропавловского сельсовета согласно представленной
схематической карте.

Исключить из учетных данных Кигазинский сельсовет;

## Население
| 2002 | 2009  | 2010  | 2012 | 2013 | 2014 | 2015 |
| ---- | ----- | ----- | ---- | ---- | ---- | ---- |
| 1272 | →1272 | ↘1049 | ↘983 | ↘954 | ↘937 | ↘903 |
| 2016 | 2017  |       |      |      |      |      |
| ↘861 | ↘839  |       |      |      |      |      |

## Состав сельского поселения
| № | Населённый пункт | Тип населённого пункта          | Население |
| - | ---------------- | ------------------------------- | --------- |
| 1 | Петропавловка    | деревня, административный центр | ↘184      |
| 2 | Кигазы           | село                            | ↘468      |
| 3 | Давлятовка       | деревня                         | ↘129      |
| 4 | Шорохово         | деревня                         | ↘122      |
| 5 | Ерма-Елань       | деревня                         | ↘85       |
| 6 | Ольховый Ключ    | деревня                         | ↘42       |
| 7 | Любимовка        | деревня                         | ↗19       |
| 8 | Новый Кубияз     | деревня                         | →0        |